# Pininfarina
Carrozzeria Pininfarina er et firma fra Torino i Italien, der er kendt for at designe biler. Firmaet blev stiftet af designeren Battista Pininfarina, som fik tilnavnet Pinin «yngste broder», som han senere i livet officielt lagde til sit fødenavn, Farina, hvilket forklarer bogstavet 'F' i firmaet logo. Firmaet styres i dag af barnebarnet Andrea Pininfarina. Mange designere har arbejdet for firmaet, som er blevet et af de mest kendte bildesign- og konceptbil-firmaer i verden.
Pininfarina har designet biler for mange store bilmærker, bl.a. Ferrari, Maserati, Cadillac, Peugeot, Alfa Romeo, Fiat, Jaguar, Volvo og Lancia.
Pininfarina har også designet IC4-togene for DSB og AnsaldoBreda.
| - Pininfarina − et udvalg af modeller - Ferrari på Museum Pininfarina i Torino; i midten Pininfarina Modulo - 1947 Cisitalia 202 SC - Nash-Healey Roadster Pininfarina (2. Serie, 1952-53) - Alfa Romeo Giulietta Spider, 1954 - Ferrari 250 GT Coupé Pininfarina, 1962 ? - Ferrari 308 GTB, 1984 - Pininfarina Volumex, 1985 - Cockpit i Volumex, 1985 - Cadillac Allanté, 1987-93 - Focus Coupé-Cabriolet(da), 2007 - Bolloré B0, 2011 (elbil) - Vinfast Lux A 2.0, 2018 - Battista, 2019 |
| - Andre transportmidler - Re 460 lokomotiv og IC 2000 tog(en), 1991-97 - Mercedes-Benz O405 G (Hispano Habit), 2000 - Cykel, før 2012 |